# Vorstelijk graafschap Schwarzenberg

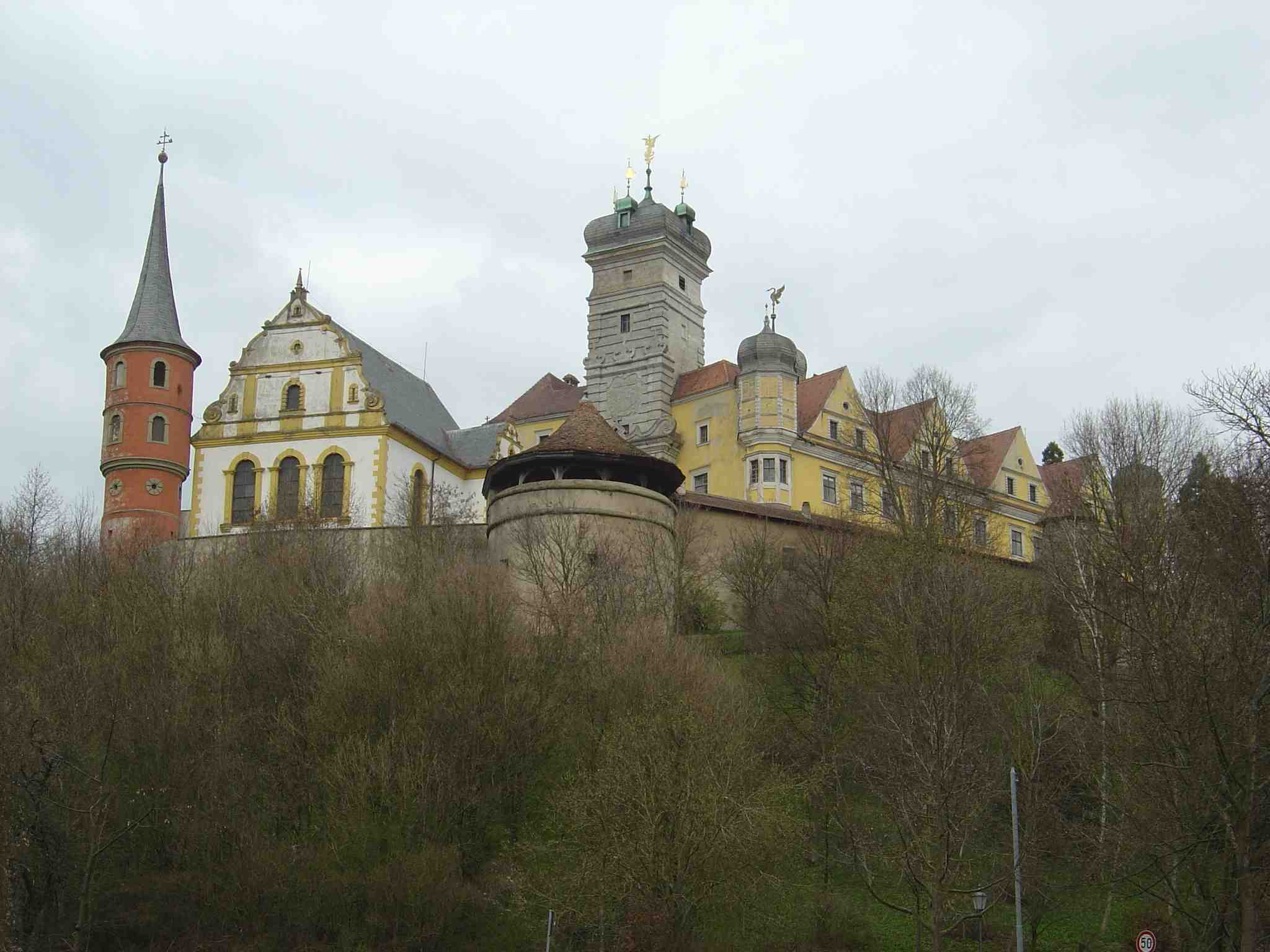
Burcht Schwarzenberg bij Scheinfeld

Het vorstelijk graafschap Schwarzenberg was een tot de Frankische Kreits behorend graafschap binnen het Heilige Roomse Rijk.
De burcht Schwarzenberg bij Scheinfeld in Beieren was oorspronkelijk in het bezit van de graven van Castell. Beide werden in 1385 gekocht door de heren van Seinsheim. In 1428 droegen zij hun bezittingen als leen op aan het Rijk, waarna de heren van Seinsheim in 1429 werden verheven tot rijksvrijheer.
Een van de takken waarin het geslacht Seinsheim zich verdeelde was de tak Seinsheim-Schwarzenberg. In 1435 kwam de heerlijkheid Hohenlandsberg aan Seinsheim-Schwarzenberg.
Na de dood van Erking I op 11 december 1437 deelden zijn zoons de bezittingen, waarbij Michael I Schwarzenberg kreeg en Sigmund I Hohenlandsberg kreeg.
Op 5 juni 1599 werden de vrijheren van Seinsheim-Schwarzenberg verheven tot rijksgraaf. In 1642 werden de goederen van de vrijheren van Seinsheim-Erlach door de keizer in beslag genomen en aan graaf Johan Adolf van Schwarzenberg gegeven. In 1646 werd na het uitsterven van de tak Hohenlandsberg het bezit herenigd. Op 14 juli 1670 werden de graven verheven tot rijksvorst.
In 1788 werd de heerlijkheid Illereichen en in 1789 de heerlijkheid Kellmünz verworven. Beide heerlijkheden lagen binnen de Zwabische Kreits.
Artikel 24 van de Rijnbondakte van 12 juli 1806 stelde het vorstendom Schwarzenberg onder de soevereiniteit van het koninkrijk Beieren: de mediatisering.

## Bezit
- het ambt Wässerndorf

Het ambt beheerde de bezittingen tussen Frankenberg en de Main met Marktbreit (sinds 1643), Erlach, Kaltensondheim
- het ambt Gnotzheim
- het ambt Hüttenheim

## Regenten
| regering  | naam                      | geboren    | overleden  | familie |
| --------- | ------------------------- | ---------- | ---------- | ------- |
| 1558-1600 | Adolf                     | 1547/53    | 1600       |         |
| 1600-1641 | Adam                      | 19-8-1583  | 14-3-1641  | zoon    |
| 1641-1682 | Johan Adolf               | 20-9-1615  | 26-5-1682  | zoon    |
| 1682-1703 | Ferdinand Willem Eusebius | 2-4-1652   | 22-10-1703 | zoon    |
| 1703-1732 | Adam Frans Karel          | 25-9-1680  | 11-6-1732  | zoon    |
| 1732-1782 | Jozef Adam                | 15-12-1722 | 17-2-1782  | zoon    |
| 1782-1789 | Johan                     | 3-7-1742   | 5-11-1789  | zoon    |
| 1789-1806 | Jozef                     | 27-6-1769  | 19-12-1833 | zoon    |

## Heden
Karl zu Schwarzenberg, buitenlandminister van Tsjechië en hoofd van het huis Schwarzenberg, verblijft tegenwoordig in het kasteel Schwarzenberg.